# Ізбиця (гміна)
Гміна Ізбиця (пол. Gmina Izbica) — місько-сільська гміна у східній Польщі. Належить до Красноставського повіту Люблінського воєводства.
Станом на 31 грудня 2011 у гміні проживало 8629 осіб.

## Площа
Згідно з даними за 2007 рік площа гміни становила 138.66 км², у тому числі:
- орні землі: 75.00%
- ліси: 18.00%

Таким чином, площа гміни становить 12.19% площі повіту.

## Населення
Станом на 31 грудня 2011:
| Опис     | Загалом | Загалом | Чоловіки | Чоловіки | Жінки | Жінки |
| -------- | ------- | ------- | -------- | -------- | ----- | ----- |
| одиниця  | осіб    | %       | осіб     | %        | осіб  | %     |
| все      | 8629    | 100     | 4269     | 49.47    | 4360  | 50.53 |
| міське   | 0       | 100     | 0        |          | 0     |       |
| сільське | 8629    | 100     | 4269     | 49.47    | 4360  | 50.53 |

## Сусідні гміни
Гміна Ізбиця межує з такими гмінами: Ґошкув, Красностав, Краснічин, Неліш, Рудник, Скербешув, Старий Замосць.